# Sida en France
Pour des articles plus généraux, voir Sida et Sida en Europe.
Le sida en France est particulièrement marquant dans la période (1983-1995), période commençant par la découverte de l'agent causal et allant jusqu'à la mise au point de traitements, trithérapies, qui ont permis de réduire considérablement la mortalité.

## Histoire

### Découverte
La première mention du syndrome d'immunodéficience acquise (SIDA) en France, qui n'est pas encore identifié comme tel, a lieu en septembre 1981 dans un article paru dans Le Gai Pied qui relate l'arrivée d'une maladie à New York « dont tous les malades sont pédés ». Lors de l'été de la même année, le médecin Willy Rozenbaum reçoit un patient homosexuel qui souffre de plusieurs maladies infectieuses ; une équipe médicale se constitue autour de lui, comprenant l'immunologiste Jacques Leibowitch, qui, le premier, a l'intuition que la maladie est provoquée par un rétrovirus. Fin 1982, ils contactent Luc Montagnier et Jean-Claude Chermann afin que leur laboratoire, l'Institut Pasteur, puisse valider cette hypothèse. Le virus de l'immunodéficience humaine (VIH) est découvert en mai 1983 et reconnu comme responsable du SIDA en 1984. Entre-temps, le nombre de malades identifiés est passé de 11 en 1981 à 377 en 1984.

### Du déni à la constitution d'associations

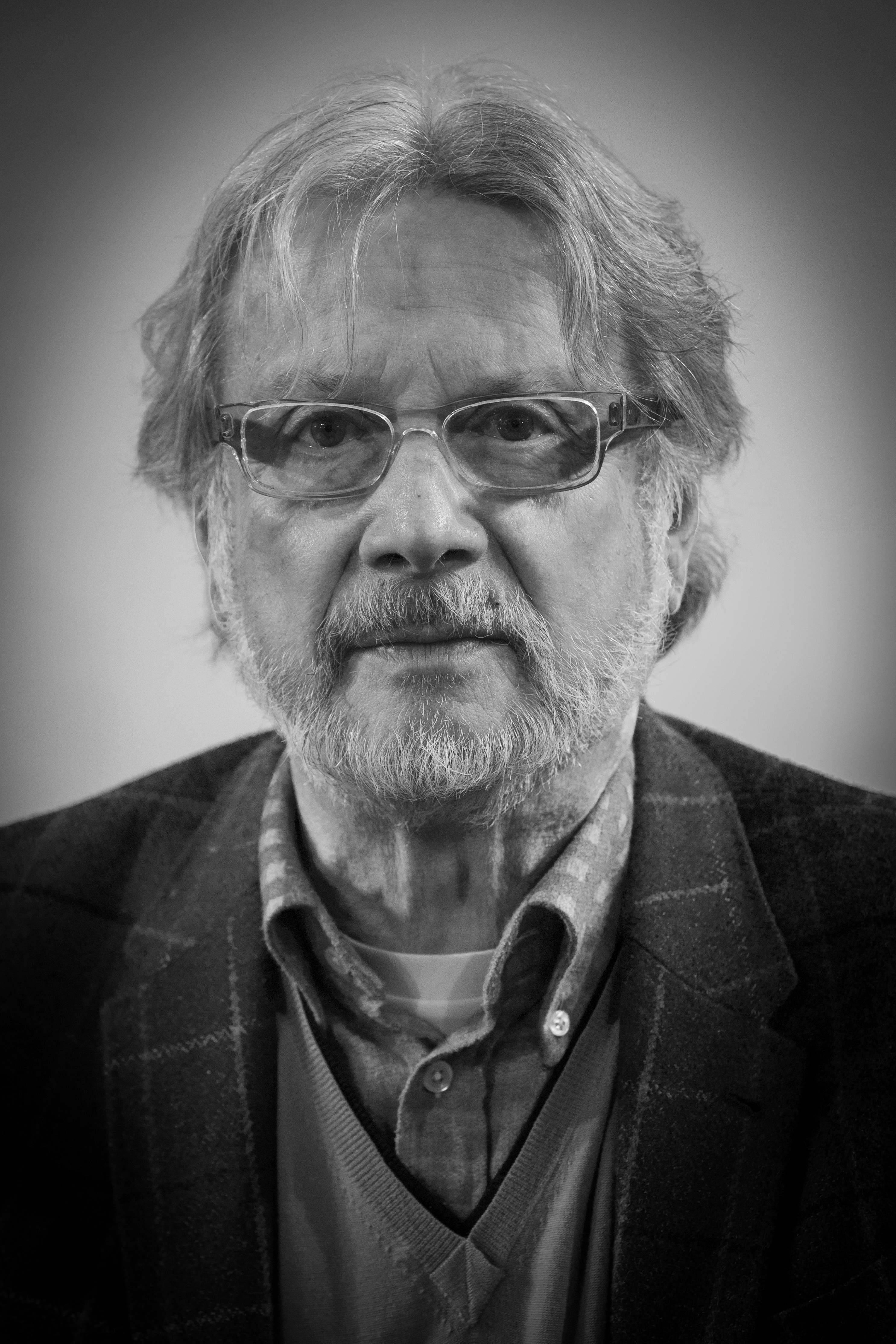
Daniel Defert, fondateur, à la mort de son compagnon Michel Foucault, de l'association de lutte contre le SIDA AIDES.

Après quelques années dans le déni de la gravité voire de la réalité de l'épidémie de sida, la communauté homosexuelle française, particulièrement touchée par le virus s'organise : à la fin de 1984, après la mort de son compagnon Michel Foucault du sida, Daniel Defert fonde l'association AIDES. Celle-ci accueille rapidement tous types de malades du sida, monte un réseau de soutiens, construit et diffuse des messages de prévention.

### Affaire du sang contaminé
L'affaire du sang contaminé est un scandale sanitaire, politique et financier ayant touché plusieurs pays dont la France dans les années 1980 et 1990 à la suite d'infections par transfusion sanguine.  En raison de prises de mesures de sécurité inexistantes ou inefficaces, de retard dans la prise de décisions préventives de protection et/ou curatives, de défaillances médicales, industrielles et administratives, de nombreux hémophiles et patients hospitalisés ont été contaminés par le VIH ou l'hépatite C à la suite d'une transfusion sanguine.
L'épidémie de sida est identifiée au début des années 1980, mais de longues recherches sont nécessaires avant que l'on ne découvre le VIH et l'on identifie ses modes de transmission, notamment par le sang. L'affaire du sang contaminé est révélée dans plusieurs médias grâce à un journalisme d'enquête particulièrement tenace et à la protection des sources des journalistes, ce qui a permis d'éviter que les personnes ayant révélé l'affaire ne soient inquiétées, mais le délai qui s'est écoulé avant l'adoption de mesures de prévention adéquates a provoqué la contamination, souvent fatale, de plusieurs centaines de personnes.

### Décret Barzach et institutionnalisation
En 1987 a lieu la première action gouvernementale de réduction des risque face à l'épidémie, suite à une forte mobilisation de malades : la publication du décret Barzach, qui réautorise la vente libre de seringues,. Cette mesure vise à contrer la propagation du virus chez les usagers d'héroïne, qui sont pour 60% d'entre eux séropositifs à l'époque. La période voit la formation de structures spécialisées dans la luttre contre la maladie : centres d'informations et de soins de l'immunodéficience humaines, créés en 1997 par le psychiatre Didier Seux, puis centre régional d'information et de prévention du sida l'année suivante. Des réseaux de soignants se forment, sous l'impulsions d'infirmières et de médecins, afin d'échanger sur les pratiques de soin et de prévention et mettent sur pieds ce qui s'appelle alors les comités sida ; ceux-ci seront ensuite formalisés pour devenir les comités psy-VIH, organisés au sein du réseau Espas.

## Impact sanitaire
Au cours de la période 1983-1995, l'épidémie a fait environ 30 000 victimes. La maladie a davantage concerné les hommes ayant des rapports homosexuels, les usagers de drogue injectable, respectivement 46 % et 24 % des cas, et les personnes hémophiles ou transfusées.
En 2018, en France, 6 200 personnes ont appris leur séropositivité au VIH.
En 2020, le sida en France a été détecté dans 97370 cas (17% de l'UE/EEE) dont 3443 nouveaux cas en 2020 (23% de l'UE/EEE). Ces chiffres placent la France en position de pays de l'UE/EEE le plus touché par le sida en Europe. Le taux de détection de 7,6 par 100 000 en 2019 en baisse reste plus élevé que la moyenne de l'UE/EEE (4,9).

## Impact politique et culturel
Les polémiques autour de la découverte du VIH, l'affaire du sang contaminé, les actions du mouvement Act Up-Paris marquent la France.
Situées à la fin du XXe siècle, dans le contexte de la mondialisation, de l'arrivée de la gauche au pouvoir en France, le sida marque pour certains auteurs une rupture politique, sociale, ou philosophique.
D'un point de vue artistique, les principales œuvres de la période décrivent l'avancée de la maladie et la course contre la mort. Elles abordent les thèmes de l'homosexualité, de l'existence et parfois de la spiritualité,.